# Antonymum
Antonymum (z řec. αντί anti proti; ὄνομα onoma jméno), též opozitum /opozita/ označuje slovo opačného, protikladného významu. Jedno slovo může mít více antonym s různými významy, podle toho, o který druh antonymie jde, v jakém kontextu a na které významové škále k antonymii dochází, popřípadě ke kterému z více významů slova se vztahuje. Na rozdíl od synonymie a homonymie, které vznikají v podstatě náhodně (nejsou podmíněny vnější realitou), antonyma vznikají v každém jazyce přirozeně z důvodu vyjádřit významový protiklad k některému výrazu. Některá slova antonymní protějšek nemají (zejména číslovky určité, citoslovce).

## Druhy antonym
Antonyma dělíme na:
- polární,
- komplementární.

K antonymii se zpravidla řadí i antonyma:
- konverzní,
- kontextová.

### Polární antonyma
Antonyma polární, nebo též vlastní, graduální, kontrastní, z hlediska logiky kontrární, jsou antonyma, která vyjadřují protilehlé body na polární škále, nepokrývají však celý rozsah nadřazeného pojmu, protože mezi nimi nebo vně nich je ještě alespoň jeden další stupeň:
- velký × malý
- obrovský × malinký
- teplý × studený
- sever × jih
- černý × bílý

### Komplementární antonyma
Komplementární nebo též z hlediska logiky kontradiktorní antonyma svými významy rozdělují rozsah nadřazeného pojmu na dvě poloviny. Jde zejména o dvojice slov, z nichž druhé je z prvního odvozeno předponou ne-, ale existují i jiné dvojice:
- přítomný × nepřítomný
- katolík × nekatolík
- pravda × lež
- hluchý × slyšící

Některá antonyma fungují jako polární nebo komplementární v různých kontextech:
- muž × žena (v právním a běžném významu komplementární, biologicky i polární)
- uvnitř × venku (pokud se nepočítá s mezipolohou)

Mezi komplementární antonyma se řadí i reverzní antonyma, která popisují opačný proces nebo opačný směr (vektorová antonyma):
- vejít × vyjít
- od × k
- sestavit × rozebrat
- nakládka × vykládka
- svolaný × rozpuštěný

### Konverzní antonyma
Konverzní nebo též vztahová antonyma vytvářejí takové dvojice, v nichž jedno slovo vyjadřuje vztah z hlediska jednoho subjektu a druhé slovo tentýž vztah z hlediska druhého subjektu:
- rodič × dítě
- učitel × žák
- prodávat × kupovat

### Kontextová antonyma
Kontextová, paralelní, případová nebo nekompatibilní antonyma vytvářejí dvojice slov, která jsou v určitém kontextu vnímána jako protiklady, ačkoliv obecně jsou dvěma z více pojmů téže kategorie:
- křesťan × muslim
- křesťan × nevěřící
- mluvit × zpívat
- mluvit × být potichu
- Čech × Němec
- jablko × hruška
- černý × hnědý (uhlí)
- elektrický × plynový (sporák)

## Autoantonyma
Autoantonymum, též antagonymum je slovo, které má více významů, z nichž některé jsou si navzájem některým z výše uvedených způsobů protikladná – jde tedy vlastně o homonymní antonyma. Vznikají například vývojovou změnou významu slova na protikladný nebo zvukovou či psanou shodou rozdílně vzniklých slov.
V češtině se vyskytují jen ojediněle: zřejmě – pravděpodobně i zjevně, pedofil – přítel dětí i vrah a prznitel dětí, soudruh – přítel i představitel nepřátelské mocenské struktury, zřízený – založený i (ro)zbitý.
Autoantonyma jsou typická pro archaické jazyky, například čínštinu. Ve velké míře jsou zachovaná například v latině (imago – obraz i vzor, altus – vysoký i hluboký, clam – potichu × clamare – křičeti), řečtině (farmakon – lék i jed, hagios – svatý i ohavný), angličtině (apparent – zjevný i domnělý, virtual - opravdový i zdánlivý). Některé slovní kořeny mají v příbuzných jazycích nebo v různých fázích vývoje jazyka opačný význam (host je v latině nepřítel, úžas je v ruštině hrůza, strašlivý ve staročeštině znamenalo bojácný).